# Fed Cup 2017 Gruppo Mondiale II
Il Gruppo Mondiale II 2017 è il secondo livello di competizione della Fed Cup 2017, impropriamente detto serie B. I vincitori dei 4 confronti avanzano agli spareggi per il Gruppo Mondiale, mentre gli sconfitti si giocano la permanenza nella categoria attraverso gli spareggi per il Gruppo Mondiale II.

## Incontri

### Russia vs. Taipei Cinese
| Russia 4 | Družba Arena, Mosca, Russia 11–12 febbraio 2017 Cemento (indoor) | Družba Arena, Mosca, Russia 11–12 febbraio 2017 Cemento (indoor) | Taipei cinese 1 |     |     |  |
| \| \| \| \| 1 \| 2 \| 3 \| \| \| - \| \| ------------------------------------------------------------ \| --- \| --- \| --- \| \| \| 1 \| \| Ekaterina Makarova Lee Ya-hsuan \| 6 3 \| 5 7 \| 6 1 \| \| \| 2 \| \| Anna Blinkova Chang Kai-chen \| 3 6 \| 5 7 \| \| \| \| 3 \| \| Ekaterina Makarova Chang Kai-chen \| 6 4 \| 7 5 \| \| \| \| 4 \| \| Natalia Vikhlyantseva Lee Ya-hsuan \| 6 1 \| 6 2 \| \| \| \| 5 \| \| Anna Blinkova / Anna Kalinskaya Chan Chin-wei / Lee Ya-hsuan \| 6 3 \| 7 5 \| \| \| |                                                                  |                                                                  |                 |     |     |  |
| |                                                                  |                                                                  | 1               | 2   | 3   |  |
| 1 | Russia (bandiera) · Taipei cinese (bandiera)                     | Ekaterina Makarova Lee Ya-hsuan                                  | 6 3             | 5 7 | 6 1 |  |
| 2 | Russia (bandiera) · Taipei cinese (bandiera)                     | Anna Blinkova Chang Kai-chen                                     | 3 6             | 5 7 |     |  |
| 3 | Russia (bandiera) · Taipei cinese (bandiera)                     | Ekaterina Makarova Chang Kai-chen                                | 6 4             | 7 5 |     |  |
| 4 | Russia (bandiera) · Taipei cinese (bandiera)                     | Natalia Vikhlyantseva Lee Ya-hsuan                               | 6 1             | 6 2 |     |  |
| 5 | Russia (bandiera) · Taipei cinese (bandiera)                     | Anna Blinkova / Anna Kalinskaya Chan Chin-wei / Lee Ya-hsuan     | 6 3             | 7 5 |     |  |

### Romania vs. Belgio
| Romania 1 | Sala Polivalentă, Bucarest, Romania 11–12 febbraio 2017 Cemento (indoor) | Sala Polivalentă, Bucarest, Romania 11–12 febbraio 2017 Cemento (indoor) | Belgio 3 |     |     |             |
| \| \| \| \| 1 \| 2 \| 3 \| \| \| - \| \| --------------------------------------------------------------------- \| ---- \| --- \| --- \| ----------- \| \| 1 \| \| Monica Niculescu Kirsten Flipkens \| 3 6 \| 4 6 \| \| \| \| 2 \| \| Sorana Cîrstea Yanina Wickmayer \| 64 7 \| 7 5 \| 5 7 \| \| \| 3 \| \| Irina-Camelia Begu Elise Mertens \| 6 3 \| 5 7 \| 5 7 \| \| \| 4 \| \| Sorana Cîrstea Kirsten Flipkens \| \| \| \| non giocato \| \| 5 \| \| Sorana Cîrstea / Monica Niculescu Kirsten Flipkens / Maryna Zanevs'ka \| 6 2 \| 6 0 \| \| \| |                                                                          |                                                                          |          |     |     |             |
| |                                                                          |                                                                          | 1        | 2   | 3   |             |
| 1 | Romania (bandiera) · Belgio (bandiera)                                   | Monica Niculescu Kirsten Flipkens                                        | 3 6      | 4 6 |     |             |
| 2 | Romania (bandiera) · Belgio (bandiera)                                   | Sorana Cîrstea Yanina Wickmayer                                          | 64 7     | 7 5 | 5 7 |             |
| 3 | Romania (bandiera) · Belgio (bandiera)                                   | Irina-Camelia Begu Elise Mertens                                         | 6 3      | 5 7 | 5 7 |             |
| 4 | Romania (bandiera) · Belgio (bandiera)                                   | Sorana Cîrstea Kirsten Flipkens                                          |          |     |     | non giocato |
| 5 | Romania (bandiera) · Belgio (bandiera)                                   | Sorana Cîrstea / Monica Niculescu Kirsten Flipkens / Maryna Zanevs'ka    | 6 2      | 6 0 |     |             |

### Ucraina vs. Australia
| Ucraina 3 | Sports Palace "Lokomotyv", Charkiv, Ucraina 11–12 febbraio 2017 Cemento (indoor) | Sports Palace "Lokomotyv", Charkiv, Ucraina 11–12 febbraio 2017 Cemento (indoor) | Australia 1 |     |          |             |
| \| \| \| \| 1 \| 2 \| 3 \| \| \| - \| \| --------------------------------------------------------------- \| --- \| --- \| -------- \| ----------- \| \| 1 \| \| Lesia Tsurenko Daria Gavrilova \| 6 2 \| 6 3 \| \| \| \| 2 \| \| Elina Svitolina Ashleigh Barty \| 4 6 \| 6 1 \| 6 2 \| \| \| 3 \| \| Elina Svitolina Daria Gavrilova \| 6 3 \| 6 2 \| \| \| \| 4 \| \| Lesia Tsurenko Ashleigh Barty \| \| \| \| non giocato \| \| 5 \| \| Nadežda Kičenok / Olga Savchuk Ashleigh Barty / Casey Dellacqua \| 2 6 \| 6 2 \| [8] [10] \| \| |                                                                                  |                                                                                  |             |     |          |             |
| |                                                                                  |                                                                                  | 1           | 2   | 3        |             |
| 1 | Ucraina (bandiera) · Australia (bandiera)                                        | Lesia Tsurenko Daria Gavrilova                                                   | 6 2         | 6 3 |          |             |
| 2 | Ucraina (bandiera) · Australia (bandiera)                                        | Elina Svitolina Ashleigh Barty                                                   | 4 6         | 6 1 | 6 2      |             |
| 3 | Ucraina (bandiera) · Australia (bandiera)                                        | Elina Svitolina Daria Gavrilova                                                  | 6 3         | 6 2 |          |             |
| 4 | Ucraina (bandiera) · Australia (bandiera)                                        | Lesia Tsurenko Ashleigh Barty                                                    |             |     |          | non giocato |
| 5 | Ucraina (bandiera) · Australia (bandiera)                                        | Nadežda Kičenok / Olga Savchuk Ashleigh Barty / Casey Dellacqua                  | 2 6         | 6 2 | [8] [10] |             |

### Italia vs. Slovacchia
| Italia 2 | PalaGalassi, Forlì, Italia 11–12 febbraio 2017 Terra rossa (indoor) | PalaGalassi, Forlì, Italia 11–12 febbraio 2017 Terra rossa (indoor)             | Slovacchia 3 |     |     |        |
| \| \| \| \| 1 \| 2 \| 3 \| \| \| - \| \| ------------------------------------------------------------------------------- \| --- \| --- \| --- \| ------ \| \| 1 \| \| Francesca Schiavone Anna Karolína Schmiedlová \| 6 3 \| 6 1 \| \| \| \| 2 \| \| Sara Errani Rebecca Šramková \| 6 2 \| 3 6 \| 4 6 \| \| \| 3 \| \| Sara Errani Daniela Hantuchová \| 2 6 \| 0 6 \| \| \| \| 4 \| \| Francesca Schiavone Rebecca Šramková \| 2 6 \| 4 6 \| \| \| \| 5 \| \| Jasmine Paolini / Martina Trevisan Anna Karolína Schmiedlová / Rebecca Šramková \| 5 2 \| \| \| ritiro \| |                                                                     |                                                                                 |              |     |     |        |
| |                                                                     |                                                                                 | 1            | 2   | 3   |        |
| 1 | Italia (bandiera) · Slovacchia (bandiera)                           | Francesca Schiavone Anna Karolína Schmiedlová                                   | 6 3          | 6 1 |     |        |
| 2 | Italia (bandiera) · Slovacchia (bandiera)                           | Sara Errani Rebecca Šramková                                                    | 6 2          | 3 6 | 4 6 |        |
| 3 | Italia (bandiera) · Slovacchia (bandiera)                           | Sara Errani Daniela Hantuchová                                                  | 2 6          | 0 6 |     |        |
| 4 | Italia (bandiera) · Slovacchia (bandiera)                           | Francesca Schiavone Rebecca Šramková                                            | 2 6          | 4 6 |     |        |
| 5 | Italia (bandiera) · Slovacchia (bandiera)                           | Jasmine Paolini / Martina Trevisan Anna Karolína Schmiedlová / Rebecca Šramková | 5 2          |     |     | ritiro |